# ポリビニルアルコールオキシダーゼ
ポリビニルアルコールオキシダーゼ（polyvinyl-alcohol oxidase）は、次の化学反応を触媒する酸化還元酵素である。
ポリビニルアルコール + O2 {\displaystyle \rightleftharpoons } 酸化ポリビニルアルコール + H2O2
反応式の通り、この酵素の基質はポリビニルアルコールとO2、生成物は酸化ポリビニルアルコールとH2O2である。
組織名はpolyvinyl-alcohol:oxygen oxidoreductaseで、別名には以下のものがある。
- dehydrogenase, polyvinyl alcohol
- PVA oxidase